# Wilhelm Conrad Röntgen

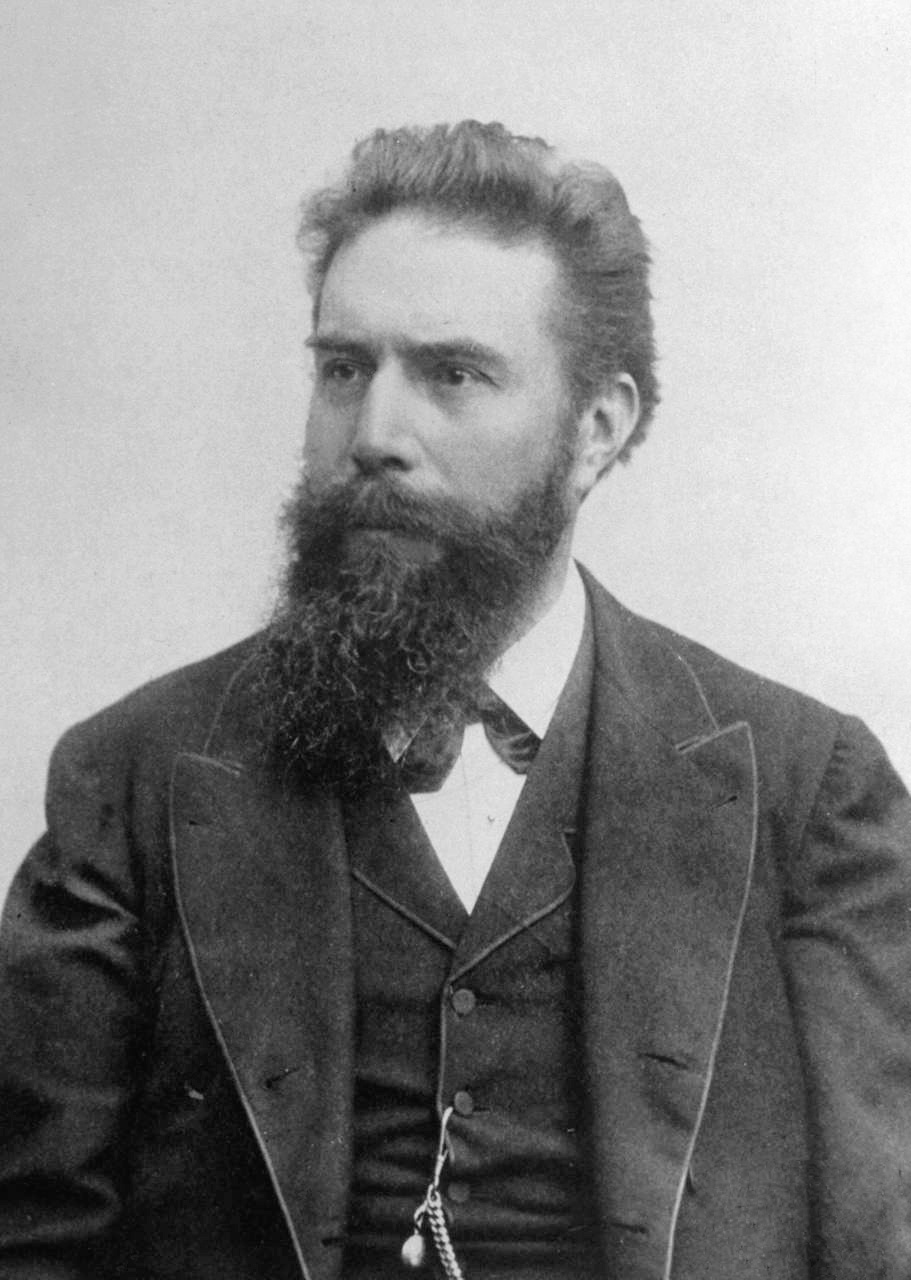
Wilhelm Conrad Röntgen, 1900

Wilhelm Conrad Röntgen (* 27. März 1845 in Lennep, heute Stadtbezirk von Remscheid; † 10. Februar 1923 in München) war ein deutscher Physiker und Hochschullehrer. Er entdeckte am 8. November 1895 im Physikalischen Institut der Universität Würzburg die „X‑Strahlen“ (die nach ihm benannten Röntgenstrahlen). Hierfür erhielt er 1901 bei der Vergabe der ersten Nobelpreise den Nobelpreis für Physik. Seine Entdeckung revolutionierte unter anderem die medizinische Diagnostik und führte zu weiteren wichtigen Erkenntnissen des 20. Jahrhunderts, z. B. der Entdeckung und Erforschung der Radioaktivität.

## Leben

### Kindheit und Studium

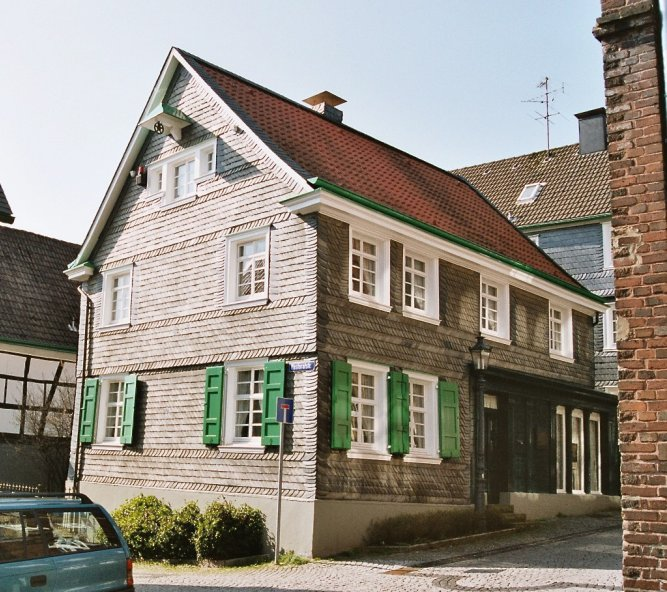
Das Geburtshaus von Wilhelm Conrad Röntgen in Remscheid-Lennep

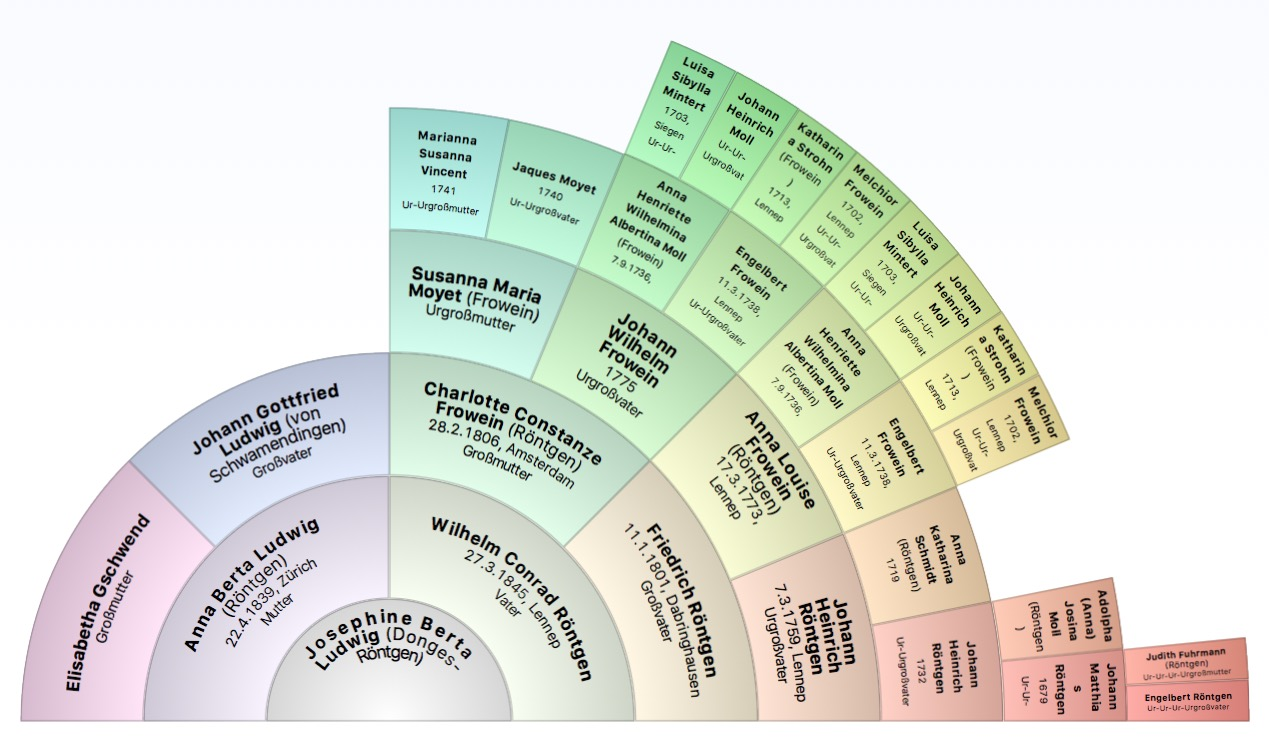
Stammbaum der Familie von Wilhelm Conrad Röntgen

Wilhelm Conrad Röntgen wurde am 27. März 1845 in Lennep geboren, das heute zu Remscheid gehört. Er war das einzige Kind des großbürgerlichen Tuchfabrikanten bzw. Tuchhändlers Friedrich Conrad Röntgen und dessen aus Amsterdam stammender Ehefrau Charlotte Constanze, geborene Frowein. Die Familie zog 1848 nach Apeldoorn in die Niederlande.
Aus einem Lebenslauf, den Röntgen 1869 verfasste, geht hervor, dass er bis 1861 in Apeldoorn Primar- und Sekundarschulen besuchte. Bis 1862 besuchte er das Institut des Martinus Herman van Doorn „Kostschule“, eine private Grundschule. Im Dezember 1862 zog Wilhelm Conrad Röntgen nach Utrecht und besuchte dort 1863 eine kleinere Privatschule, die Knaben im Alter von 14 bis 18 Jahren aufnahm, um sie auf die Ausübung eines technischen Berufes vorzubereiten. Dort hatte er zwar meist gute Noten, aber sein Fleiß wurde in den Zeugnissen als zu mäßig erachtet. Aus disziplinarischen Gründen, weil er irrtümlich für den Urheber einer Karikatur seines Klassenlehrers gehalten wurde, verwies man ihn ohne Abschluss von der Schule.
Obwohl er in der Folgezeit Sprachkenntnisse nachholte, bestand er dann nicht die in den Niederlanden mögliche Zulassungsprüfung „examen admissionis“ für eine Universität, belegte aber 1865 als Gasthörer Kurse in Biologie (Botanik, Zoologie), Mathematik, Physik und Chemie an der Universität zu Utrecht.
Röntgen, der seine Verwandtschaft mit dem Ingenieur des ersten Dampfbootes auf dem Rhein in Zusammenhang mit seiner Vorliebe für mechanische Fertigkeiten und Konstruktionen brachte, begann am 23. November 1865 an der Eidgenössischen Technischen Hochschule Zürich (ETH Zürich) als regulärer Student zu studieren. Dies war möglich, da am dortigen Polytechnikum eine Aufnahmeprüfung ausschlaggebend war und nicht der Nachweis eines Abschlusses. Dort erhielt er am 6. August 1868 sein Diplom als Maschinenbauingenieur. In der nachfolgenden Zeit absolvierte er bei dem sechs Jahre älteren August Kundt ein Aufbaustudium in Physik und wurde dessen Assistent. Im Juni 1869 wurde er an der Universität Zürich in Physik zum Dr. phil. promoviert, der Titel seiner Arbeit lautet Studien über Gase.

### Wissenschaftliche Karriere und Leben

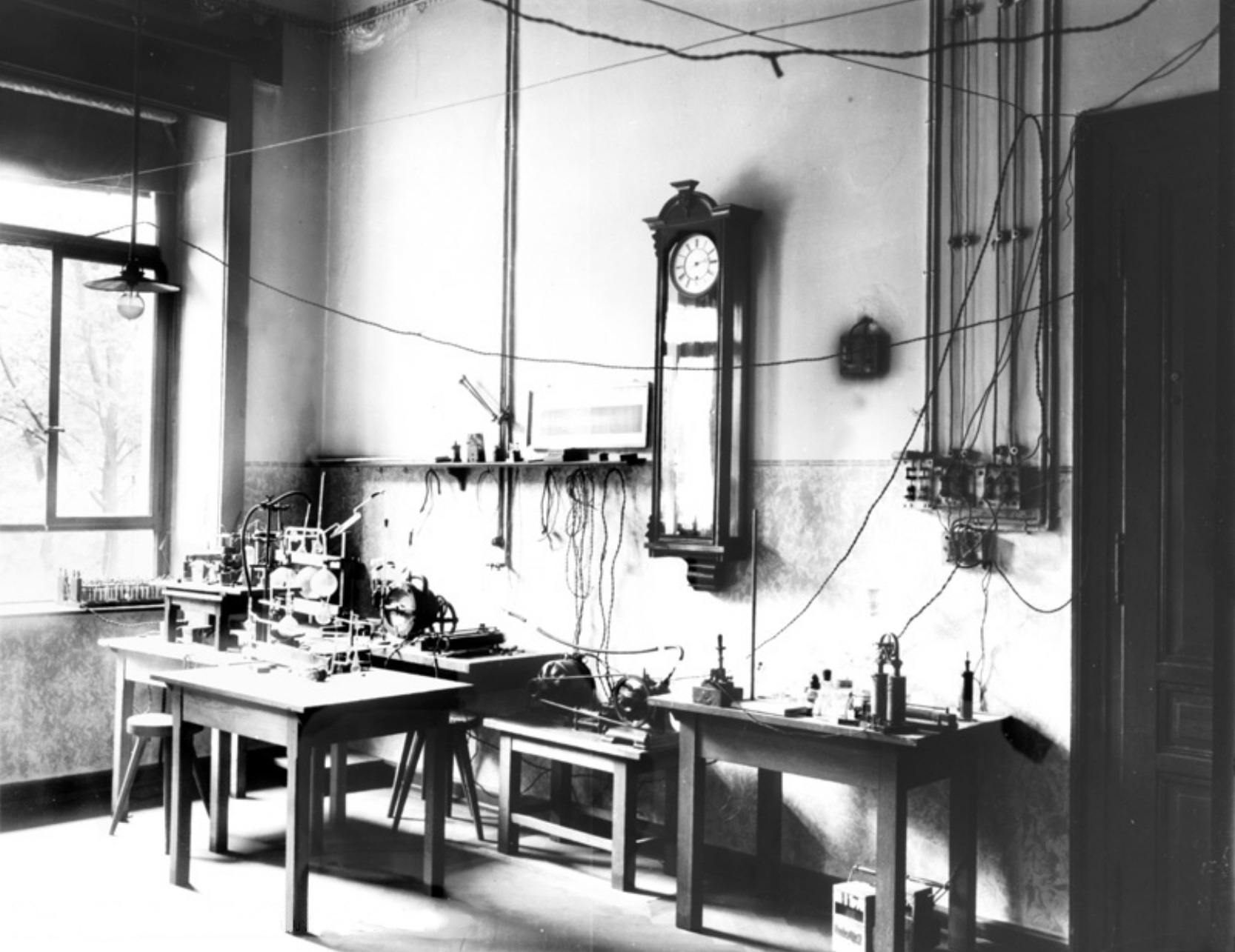
Röntgens Laboratorium im ehemaligen Physikalischen Institut der Universität Würzburg, 1895

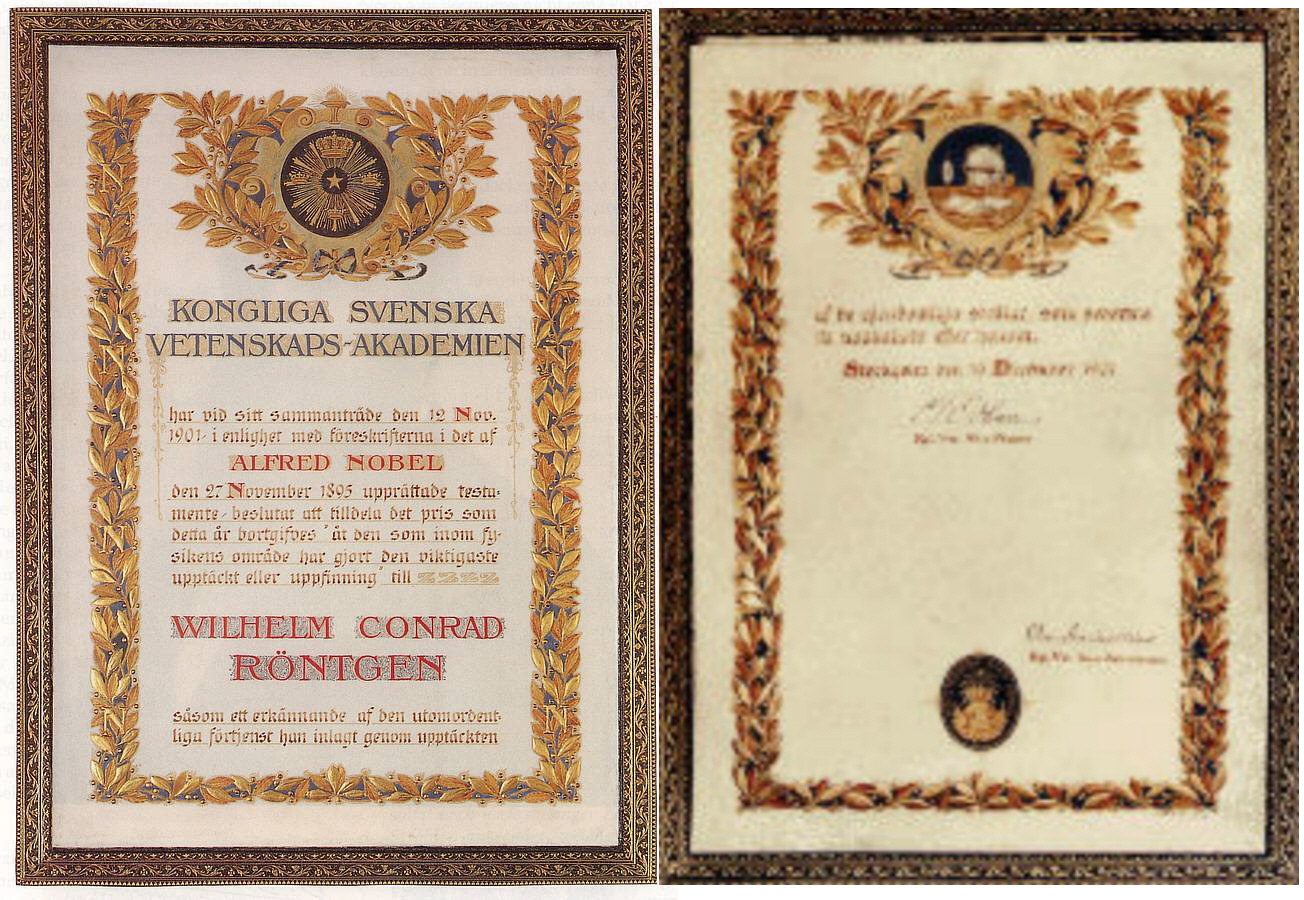
Nobelpreisurkunde Wilhelm Conrad Röntgens von 1901

Danach begleitete er 1870 August Kundt, auf dessen Rat hin sich Röntgen zum Studium der Physik entschlossen hatte, als Assistent nach Würzburg ans dortige „Physikalische Kabinett“ im Gebäude der Alten Universität in der Domerschulstraße. In Würzburg veröffentlichte er in den Annalen der Physik und Chemie seine erste Publikation als Wissenschaftler. Im Juli 1870 trat er der Physikalisch-Medizinischen Gesellschaft in Würzburg bei. Am 19. Januar 1872 heiratete er in Apeldoorn Anna Bertha Ludwig (1839–1919), die Tochter eines Gastwirts aus Zürich.
Zum 1. April 1872 wechselte er zusammen mit Kundt an die Kaiser-Wilhelm-Universität Straßburg. In Straßburg habilitierte sich Röntgen 1874 und ließ sich zunächst dort am 13. März 1874 als Privatdozent nieder. Zuvor war ihm die Habilitation von der Universität Würzburg wegen seines fehlenden Abiturs verweigert worden. Ab 1. April 1875 wirkte er als außerordentlicher Professor für Physik und Mathematik an der Landwirtschaftlichen Akademie Hohenheim bei Stuttgart. Auf Wunsch seines früheren akademischen Lehrers und Förderers Kundt erhielt Röntgen sodann ab 1. Oktober 1876 eine Stelle als außerordentlicher Professor für Physik in Straßburg.
Durch seine Berufung zum 1. April 1879 auf eine ordentliche Professur in Gießen erhielt Röntgen in seiner wissenschaftlichen Laufbahn zum ersten Mal ein festes Gehalt. Im Jahre 1887 nahmen die Röntgens die sechsjährige Josephine Berta (1881–1972), die in Zürich geborene Tochter von Anna Röntgens Bruder Hans Ludwig, in ihren Haushalt auf. Später adoptierten sie das Kind, welches nach seiner Heirat in München 1909 den Namen Josephine Berta Donges-Röntgen trug.
Prinzregent Luitpold ernannte am 31. August 1888 Röntgen zum Nachfolger von Friedrich Kohlrausch in Würzburg. Dort trat Röntgen am 1. Oktober 1888 diese Stelle als ordentlicher Professor an der Universität Würzburg an.
Rufe nach Jena und Utrecht hatte Röntgen abgelehnt. 1893 und 1894 wurde er in Würzburg zum Rektor der Universität gewählt. Einen noch vor seiner berühmten Entdeckung 1895 erfolgten Ruf an die Universität Freiburg lehnte er ebenso wie auch eine vier Jahre spätere Berufung als Nachfolger von Gustav Heinrich Wiedemann nach Leipzig ab.
Im Physikalischen Institut der Universität Würzburg gelang Röntgen am 8. November 1895 seine größte wissenschaftliche Leistung: die Entdeckung der von ihm so genannten „X-Strahlen“, die im Deutschen den Namen „Röntgenstrahlen“ erhielten, während sie im Englischen weiterhin x-rays heißen. Am 22. Dezember 1895 gelang ihm nach sechswöchiger Arbeit in seinem Labor damit eine Aufnahme von der linken Hand seiner Frau, bei der die Knochen und der Ehering deutlich zu erkennen sind. Bertha Röntgen, die auf Bitte ihres Mannes für eine halbe Stunde lang ihre Hand den neuen Strahlen aussetzte, war somit der erste Mensch, von dem eine Röntgenaufnahme angefertigt wurde.
Bei einem Vortrag vor Kaiser Wilhelm II. am 12. Januar 1896 stellte Röntgen seine Entdeckung öffentlich vor und am 23. Januar hielt er anlässlich einer Sitzung der Physikalisch-Medizinischen Gesellschaft einen Vortrag vor begeisterten Zuhörern aus allen Kreisen der Wissenschaft und Gesellschaft im vollbesetzten Hörsaal des Physikalischen Instituts. Im Anschluss an den Vortrag schlug der Anatom Albert Kölliker die Umbenennung der „X-Strahlen“ in „Röntgen’sche Strahlen“ (oder „Röntgen-Strahlen“) vor, was von der Versammlung unter Vorsitz von Karl Bernhard Lehmann umgehend angenommen wurde.
Vom 1. April 1900 an war Röntgen an der Universität München als ordentlicher Professor für Physik tätig. Dort wurde er Vorstand des Physikalischen Institutes der Universität sowie Konservator des Physikalisch-Metronomischen Institutes des Staates. Zu seinen akademischen Schülern aus der Münchener Zeit gehört der spätere Berliner Professor für Physik Peter Pringsheim.
Wilhelm Conrad Röntgen wurde 1900 die Barnard-Medaille verliehen. 1901 war er der erste Nobelpreisträger für Physik „als Anerkennung des außerordentlichen Verdienstes, das er sich durch die Entdeckung der nach ihm benannten Strahlen erworben hat“.
Im September 1914 war der Geheimrat Röntgen Mitunterzeichner des Manifestes der 93 Intellektuellen An die Kulturwelt!. Er spendete auch die ihm verliehene englische Rumford-Medaille als Unterstützung für die deutsche Kriegsführung.

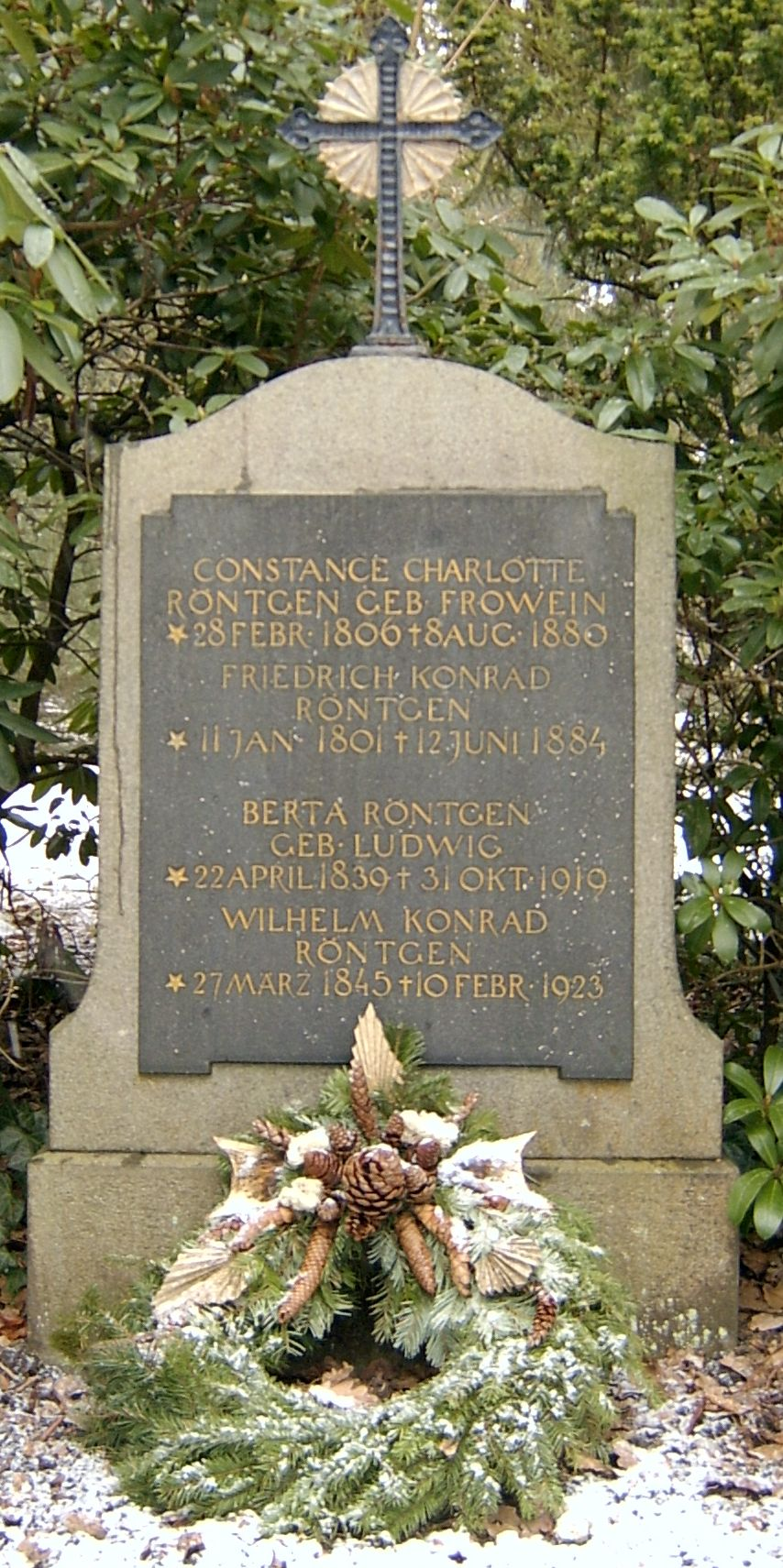
Familiengrab auf dem Alten Friedhof in Gießen

1919 starb nach langer und schwerer Krankheit Röntgens Frau. Im selben Jahr wurde er zum Ehrenmitglied der Deutschen Physikalischen Gesellschaft ernannt. Von seiner Tätigkeit als Professor an der Universität München wurde er am 1. April 1920 emeritiert.

### Lebensende
Durch die Inflation in den Nachkriegsjahren verlor Röntgen große Teile seines beträchtlichen Vermögens. Als Beamter im Ruhestand bekam er jedoch laufende Pensionszahlungen und musste deshalb keine Not leiden.
In München war Röntgen 1923 Patient des Chirurgen Ferdinand Sauerbruch, der bei jenem eine kleine gutartige Geschwulst im Gesicht entfernte, von der Röntgen annahm, es könne sich um Krebs handeln (Die Geschwulst bezeichnete der Münchner Pathologe Borst später als harmlos). Sauerbruch beklagte sich bei Röntgen darüber, dass dessen Erfindung die Ärzte dazu verleitet habe, ihre Patienten nicht mehr genau zu untersuchen, sondern sich zu sehr auf das neue Verfahren zu verlassen, Röntgen soll zu Sauerbruch daraufhin gesagt haben „Wo viel Röntgenlicht ist, muß auch Röntgenschatten sein“.
Am 10. Februar 1923 starb Wilhelm Conrad Röntgen im Alter von 77 Jahren an Darmkrebs in München. Er ist aufgrund seines testamentarischen Wunsches auf dem Alten Friedhof in Gießen begraben (gegenüber der Grabstätte des Pioniers der Hämodialyse, Georg Haas), wo bereits Röntgens Eltern ihre letzte Ruhestätte gefunden hatten. Entgegen der üblichen Schreibung Conrad ist sein zweiter Vorname in der Inschrift des Grabsteins als Konrad zu lesen. Die Reste seines Vermögens gingen an wohltätige Einrichtungen, darunter an die Armenpflege in Weilheim, wo er ein Landhaus besaß.
Er verfügte weiterhin in seinem Testament, dass seine gesamten wissenschaftlichen Aufzeichnungen zu vernichten seien. Diesem Wunsch kamen seine Freunde nach, sodass nur noch wenige Dokumente von Wilhelm Conrad Röntgen existieren.

### Persönlichkeit

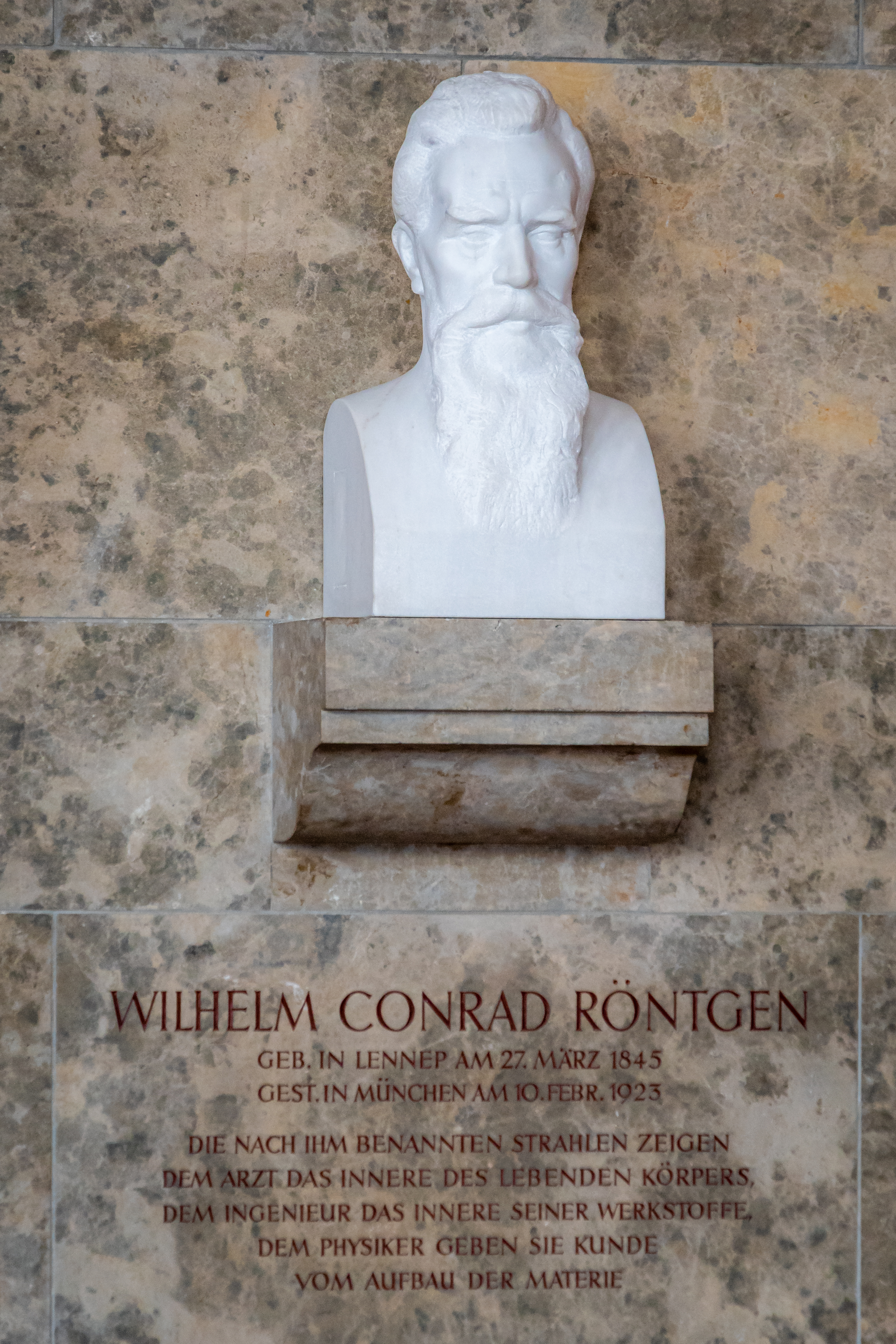
Büste von Wilhelm Conrad Röntgen im Deutschen Museum in München

Conrad Röntgen wird als introvertierter Mensch beschrieben, zu dem nur wenige einen tieferen Zugang fanden. Hervortretende Wesensmerkmale waren seine Bescheidenheit und sein Gerechtigkeitssinn. Wenn Röntgen in seine wissenschaftliche Arbeit vertieft war, konnte er sich nur schwer auf andere Menschen einstellen. So sah sich wohl auch seine Frau öfter ihrem schweigsamen Mann gegenüber, der nicht einmal auf Fragen reagierte. Seine wissenschaftlichen Resultate erarbeitete er mit Ausdauer und Sorgfalt. Er veröffentlichte nichts, was nicht nach allen Seiten abgesichert war. Seine Vorlesungen blieben auch nach seiner großen Entdeckung immer sachlich. Selbst die erste öffentliche Demonstration der neu entdeckten Strahlen im Januar 1896 in Würzburg war geprägt von der Schlichtheit und Bescheidenheit Röntgens.
Seit dem Tod des Vaters zweifacher Millionär, stiftete er das mit der Verleihung des Nobelpreises verbundene Preisgeld in Höhe von 50.000 Kronen der Universität Würzburg. Ebenso verzichtete Röntgen auf eine Patentierung, wodurch sein Röntgenapparat schneller Verbreitung fand. Auf Anfrage sagte er der AEG, er sei der Auffassung, dass „seine Erfindungen und Entdeckungen der Allgemeinheit gehören und nicht durch Patente, Lizenzverträge und dergleichen einzelnen Unternehmungen vorbehalten bleiben dürften“. Desgleichen lehnte er das ihm angetragene Adelsprädikat ab.
Erholung fand Conrad Röntgen seit seiner Studienzeit bevorzugt in den Alpen und seit seiner Würzburger Zeit auch bei der Jagd. Von Würzburg aus ging er im Wald von Rimpar auf die Jagd. Seine Sommerurlaube verbrachte er oft in Pontresina im Engadin. Nach seinem Umzug nach München erwarb er im Jahr 1904 am südlichen Ortsrand von Weilheim in Oberbayern ein Landhaus, das im Volksmund „Röntgen-Villa“ genannt wurde. Dorthin zog sich Röntgen gern zur Entspannung zurück, ging der Jagd nach und lud andere Jäger und Freunde ein. In München vermisste er die geistige Anregung, wie er sie von seinen Freunden in Würzburg erhalten hatte. Zu diesen Freunden gehörten Theodor Boveri und Marcella Boveri, mit denen er in Briefkontakt stand. Noch kurz vor seinem Tod unternahm er Wanderungen in den Schweizer Bergen.
Emil von Behring wählte Wilhelm Conrad Röntgen zum Paten eines seiner Söhne.

## Wissenschaftliche Arbeit

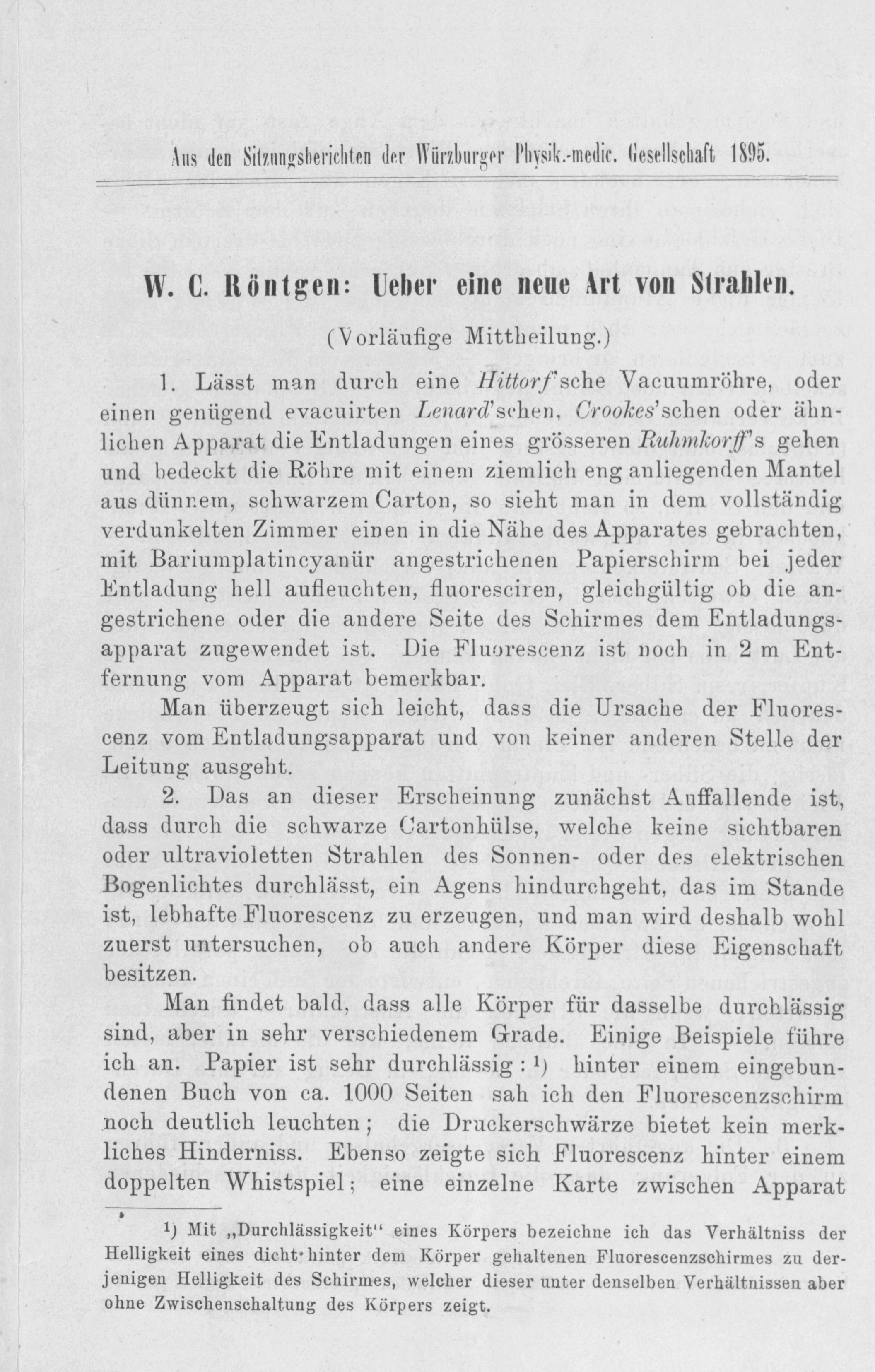
Erstveröffentlichung 1895

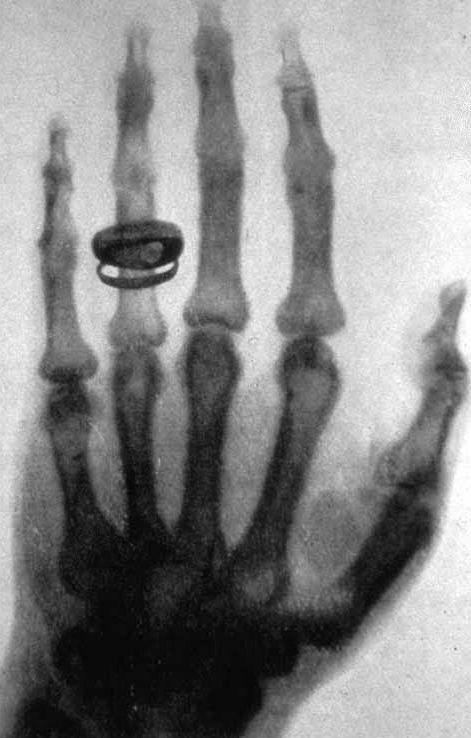
Röntgenaufnahme: Albert Köllikers Hand (mit Ring), aufgenommen von Conrad Röntgen am 23. Januar 1896

Wilhelm Conrad Röntgen veröffentlichte 60 wissenschaftliche Arbeiten in seiner Laufbahn.
Seine erste wissenschaftliche Arbeit verfasste er als 20-Jähriger. Hierbei handelte es sich um ein Chemie-Repetitorium zu einem Standardwerk des Chemie-Professors Jan Willem Gunning. Schon an diesem Werk ist die Fähigkeit Röntgens zu erkennen, vielfältige Fakten klar zu ordnen sowie gut zu schematisieren, um so Verwechslungen auszuschließen.
In vielen seiner Arbeiten beschäftigte sich Röntgen mit den Gebieten der Thermo- und Elektrodynamik, bei der er im Besonderen elektrische Entladungen unter verschiedenen Bedingungen untersuchte. Der Kristallphysik galt aber sein größtes Interesse, weil deren Ästhetik und Schönheit ihn faszinierten.
1876, während seiner Straßburger Zeit, erarbeitete er zusammen mit Kundt den Nachweis über die Drehung der Polarisationsebene des Lichtes in Gasen. Dieser Nachweis wurde schon von Michael Faraday und anderen vergeblich gesucht, wobei Röntgen nicht nur den Nachweis erbrachte, sondern hierzu auch präzise Messungen vorlegen konnte.
Als Professor an der Universität Würzburg entdeckte Röntgen 1895 die X-Strahlen, die später im deutschen und slawischen Sprachraum unter Missachtung seines Testaments nach ihm benannt wurden. Diese Entdeckung geschah zufällig. Mit großem Interesse hatte Röntgen zuvor Untersuchungen zu in luftleeren Röhren erzeugten Kathodenstrahlen, wie sie von Heinrich Hertz und Philipp Lenard sowie anderen Physikern erforscht wurden, verfolgt und (vor allem angeregt durch Lenard) ab Ende Oktober 1895 begonnen, selbständige Experimente damit durchzuführen. Röntgen hatte 1894 die in Poggendorfs Annalen der Physik veröffentlichte und weit beachtete Abhandlung Philipp Lenards über Kathodenstrahlen, die aus einem Fenster am Erzeugerrohr austreten und noch weit im dahinterliegenden Raum detektierbar waren, studiert und sich von Lenard eine von diesen Röhren beschafft. Am Abend des 8. November 1895 begann bei einem Experiment mit einer Hittorfröhre ein speziell (mit Bariumplatinzyanür, das ist Barium-Platin(II)-Cyanid) beschichtetes Papier zu leuchten. Dieses Leuchten war aber auch dann noch und auch in größeren Entfernungen von der Röhre zu erkennen, als die Entladungsröhre mit dicker schwarzer Pappe umschlossen war. Röntgen sagte dazu:
„Ich arbeitete mit einer Hittorf-Crookesschen Röhre, welche ganz in schwarzes Papier eingehüllt war. Ein Stück Bariumplatinzyanüdpapier lag daneben auf dem Tisch. Ich schickte einen Strom durch die Röhre und bemerkte quer über das Papier eine eigentümliche schwarze Linie! […] Bald war jeder Zweifel ausgeschlossen. Es kamen ‚Strahlen‘ von der Röhre, welche eine lumineszierende Wirkung auf den Schirm ausübten.“
In der Folgezeit bis zum Januar 1896 schrieb Röntgen drei wissenschaftliche Forschungsberichte zu dieser Entdeckung. Der erste Bericht, den Röntgen bereits am 28. Dezember 1895 beim Sekretär der Physikalisch-Medizinischen Gesellschaft in Würzburg als Manuskript zum Druck eingereicht hatte, trug den Titel Über eine neue Art von Strahlen, wurde umgehend ohne vorherige Sitzung der Gesellschaft gedruckt und erschien kurz darauf in englischer (23. Januar 1896), französischer (8. Februar), italienischer und russischer Sprache. Von seinem ersten Bericht hatte Röntgen am 1. Januar 1896 schon einige der ebenfalls sofort durch die Stahel’sche Kgl. Hof- und Universitäts-Buch- und Kunsthandlung angefertigten zehnseitigen Separatabzüge an Kollegen (wie Jonathan Zenneck und Otto Lummer) verschickt. Am 1. Januar schickte Röntgen auch einige Kopien seiner ersten Röntgenaufnahmen an den Wiener Physiker Franz Exner. Bei einem kollegialen Diskussionsabend bei Exner lieh sich Ernst Lecher aus Prag die Aufnahmen aus und zeigte diese seinem Vater, Zacharius Konrad Lecher, der damals Redakteur der alten „Presse“ in Wien war und seinen Sohn damit beauftragte, für das Sonntagsblatt der „Presse“ eine Schilderung der sensationellen Entdeckung zu verfassen.
Im Übrigen hielt Röntgen in Würzburg werktäglich Vorlesungen in experimenteller Physik auf den Gebieten Mechanik, Akustik und Optik. Unterstützt wurde er dabei und in seiner Forschung durch Assistenten wie Zehnder, Heydweiller, Cohen, Wierusz-Kowalski, Geigel, Wien, Stern und Hanauer. 1890–1891 war Röntgen Dekan der Physikalischen Fakultät der Universität Würzburg.

## Praktische Arbeit und weitere Entwicklung
Als unersetzliche Wegbereiter der Entdeckung Röntgens sowie deren anschließenden Weiterentwicklung zur Verwendung und Marktreife haben sich Pioniere des Glasapparatebaus erwiesen. Fähige Ingenieure und Glasbläser, mit einer langen Tradition in der Herstellung von Kunst- und Gebrauchsglas, und seit der ersten Hälfte des 19. Jahrhunderts auch erfahren in der Herstellung technischer Gläser und Apparate, fand Röntgen im von Würzburg aus nahe gelegenen Thüringer Wald. Hier traf er auf Interesse und bereitwillige Unterstützung. Die ersten Röntgenröhren wurden in Glaswerken der Orte Stützerbach (Glashütte Greiner & Friedrichs) und Gehlberg (Hohlglashütten Emil Gundelach und Franz Schilling) unweit des Rennsteigs hergestellt. In seiner 3. Veröffentlichung zum Thema in den Annalen der Physik von 1897 bedankte sich Röntgen in einer Fußnote nachdrücklich hierfür: "... Einen grossen Theil davon erhielt ich von der Firma Greiner & Friedrichs in Stützerbach i. T., der ich für das mir in reichstem Maasse und kostenlos zur Verfügung gestellte Material öffentlich meinen Dank ausspreche." Gemeinsam mit den ansässigen Glasmachern und Mundglasbläsern wurden die Entladungsröhren hier nach den Vorstellungen Röntgens entwickelt. Diese wurden in der Folgezeit für viele Jahre in zahlreichen Modellen in Serie gebaut. Die Firmen Gundelach und Schilling in Gehlberg gehörten bis etwa Anfang der 1920er zu den weltweit führenden Herstellern. Die Einführung der Glühkathode durch Coolidge im Jahre 1913 bremste jedoch diese Entwicklung. Andere Hersteller behaupteten sich, indem sie die neue, vorteilhaftere Technik schneller einsetzten. Nach dem gescheiterten Versuch dabei mitzuhalten, wurde die Herstellung von Röntgenröhren 1925 in Gehlberg eingestellt.
Bis dahin fanden hier auch Funktionstests der Prototypen an Menschen statt. Da man damals von der Gesundheitsgefahr der neu entdeckten Strahlenart noch nichts wusste, und die eingesetzte Strahlendosis noch ein Vielfaches heutiger Röntgenapparate betrug, erkrankten viele der beteiligten Arbeiter an Krebs und verstarben früh. Ein auf dem Friedhof in Gehlberg aufgestellter Gedenkstein soll daran erinnern. Zeugnis von der technischen Entwicklung der Anfangszeit geben das Heimat- und Glasmuseum Stützerbach und das Glasmuseum Gehlberg.

## Bedeutung der Röntgentechnik
Nie zuvor hatte sich die Nachricht einer wissenschaftlichen Entdeckung so schnell verbreitet wie im Falle der Röntgenstrahlen. Am 5. Januar 1896 erschien unter der Überschrift Eine sensationelle Entdeckung die erste öffentliche Nachricht darüber in der Morgenausgabe von Die Presse in Wien. Nun war auch für Laien die Nützlichkeit der „X-Strahlen“ in der Medizin unmittelbar verständlich. Seine zweite Mitteilung über die X-Strahlen reichte Röntgen am 9. März 1896 bei der Physikalisch-Medizinischen Gesellschaft in Würzburg ein, die wie die erste umgehend mit den Sitzungsberichten der Gesellschaft abgedruckt wurde. Der Würzburger Privatdozent Albert Hoffa führte bald danach die klinische Untersuchung mit Röntgenstrahlen in seiner mit Ernst Bumm 1887 gegründeten orthopädischen Privatklinik ein, wo er auch eine Röntgenstation einrichtete. Bereits im März 1896 richtete Hermann Gocht an Hermann Kümmells Klinik in Hamburg-Eppendorf ein Röntgeninstitut ein. Das Würzburger Juliusspital-Krankenhaus erwarb etwa ein Jahr nach Röntgens Entdeckung einen Röntgen-Apparat, für dessen Betrieb 1898 eine Dynamomaschine angeschafft wurde. Das Strahlenkabinett im Bremer St. Joseph-Stift war drei Jahre nach Röntgens Entdeckung eine der ersten deutschen Kliniken, die über ein Röntgeninstitut verfügten. Röntgens Entdeckung revolutionierte jedoch nicht nur die medizinische Diagnostik, sondern ermöglichte auch weitere bahnbrechende wissenschaftliche Leistungen des 20. Jahrhunderts.
Bereits im Februar 1896 experimentierte Henri Becquerel, inspiriert durch Röntgen, mit lumineszenten Materialien und stieß dabei zufällig auf die durchdringende Wirkung einer neuen Art von Strahlung. So führte die Entdeckung der Röntgenstrahlen indirekt auch zur Entdeckung der Radioaktivität, für die Becquerel zusammen mit Marie und Pierre Curie 1903 mit dem Nobelpreis ausgezeichnet wurde.
Die medizinische Diagnostik ist bis heute das wichtigste Anwendungsgebiet der Röntgenstrahlen. Die Strahlenbelastung konnte im Laufe der Zeit immer weiter gesenkt werden, gleichzeitig wurden die Aufnahmen immer detailreicher. Durch Verwendung mathematischer Verfahren lassen sich heute mit neuen bildgebenden Verfahren wie der Computertomographie dreidimensionale Abbildungen des Körperinneren erstellen.
Röntgenstrahlen helfen aber auch bei der Erforschung des Mikrokosmos (Röntgenmikroskop, Röntgenbeugung) und bei der Erforschung des Weltalls (Röntgenastronomie). Weitere wichtige Anwendungsgebiete liegen in der Werkstoffprüfung, wo sich z. B. Fehlstellen in Metallen oder fehlerhafte Schweißnähte mit Hilfe der Röntgentechnik (Durchstrahlungsprüfung) auffinden lassen.

## Ehrungen

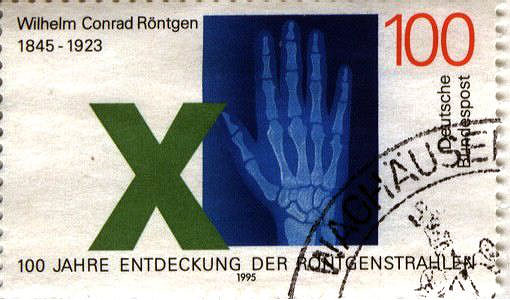
Sonderbriefmarke zum 150. Geburtstag von Röntgen und zum 100. Jahrestag der Entdeckung der Röntgenstrahlen (Michel-Nr. 1784)

### Orden und andere Auszeichnungen (Auswahl)
- Ritter des Verdienstordens der Bayerischen Krone. Den damit verbundenen persönlichen Adel lehnte Röntgen ab.[61]
- Verdienstorden vom Heiligen Michael I. Klasse[62]
- Komtur des Ordens der italienischen Krone
- 1896 Rumford-Medaille
- 1896 Matteucci-Medaille
- 1897 Elliott-Cresson-Medaille
- 1900 Barnard-Medaille
- Prinzregent-Luitpold-Medaille in Silber
- 1901 Mitglied des Bayerischen Maximiliansordens für Wissenschaft und Kunst mit Dekoration
- 1911 Orden Pour le Mérite für Wissenschaften und Künste
- Preußischer Kronenorden II. Klasse
- Eisernes Kreuz am weiß-schwarzen Band
- 1896 Ehrendoktor der Medizinischen Fakultät der Universität Würzburg
- 1918 Ehrendoktor der Technischen Hochschule München
- 1920 Ehrendoktor der Universität Frankfurt/Main
- 1896 Ehrenbürger der Stadt Lennep
- Mitglied bzw. Ehrenmitglied zahlreicher wissenschaftlicher Gesellschaften des In- und Auslandes
- 1901 Nobelpreis für Physik
- 1908 Prädikat Exzellenz
- 1909 Ehrenbürger von Weilheim in Oberbayern
- 1921 Ehrenbürger der Stadt Würzburg[63]

### Röntgen als Namensgeber

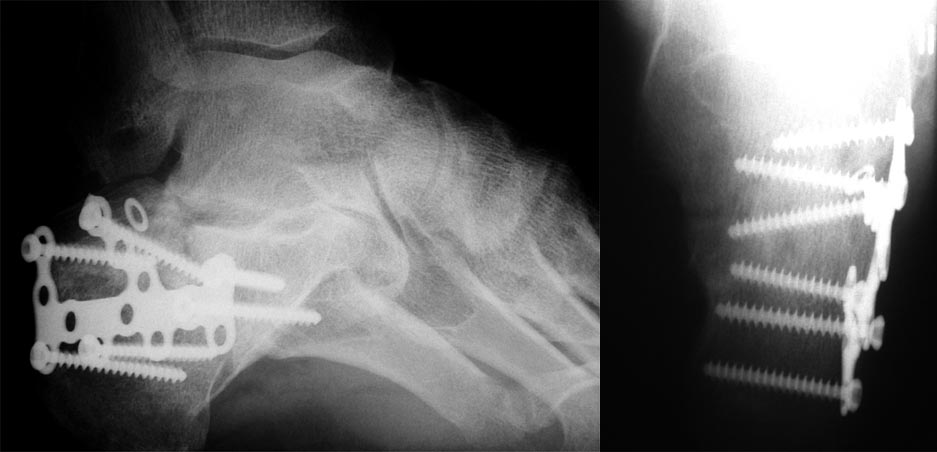
Röntgen: Eine ganze Sparte der Technik trägt den Namen des Entdeckers. Hier Röntgenbilder einer Fersenbeintrümmerfraktur mit Verplattung.

Zu Ehren Röntgens wurden nach ihm benannt:
- die zunächst X-Strahlen genannte Röntgenstrahlung
- das Röntgen (die Röntgendiagnostik) und die Röntgenbilder
- die Deutsche Röntgengesellschaft e. V., die Fachgesellschaft der deutschen Radiologen
- die mittlerweile veraltete Einheit Röntgen
- das chemische Element Roentgenium
- der Asteroid (6401) Roentgen
- der Mondkrater Röntgen
- die Pflanzengattung Roentgenia Urb. aus der Familie der Trompetenbaumgewächse (Bignoniaceae)[64]
- der ICE 401 051 „Wilhelm Conrad Röntgen“, der 1998 beim Eisenbahnunfall von Eschede entgleiste (nach dieser Katastrophe wird der Name, und die Zugverbindungsnummer (884) in Deutschland für Züge nicht mehr verwendet)

Außerdem verschiedene wissenschaftliche Preise:
- die Röntgen-Plakette der Stadt Remscheid für Wissenschaftler, die sich um die Röntgentechnik verdient gemacht haben (seit 1951)
- der Röntgen-Preis für Strahlenphysik und Strahlenbiologie der Universität Gießen (seit 1960)
- der Wilhelm-Conrad-Röntgen-Preis für den besten Nachwuchswissenschaftler des Instituts für Physik und Astronomie der Universität Würzburg
- zwei Auszeichnungen der Deutschen Röntgengesellschaft (Wilhelm-Conrad-Röntgen-Preis und Röntgenring)

Auch Schulen, Straßen und Plätze in Deutschland tragen seinen Namen. So gibt es ein Röntgen-Gymnasium in Würzburg und ein Röntgen-Gymnasium in Remscheid-Lennep, aber auch eine Wilhelm Conrad Röntgen Mittelschule in Weilheim. Auch der Wohnplatz Röntgental trägt seinen Namen. Ferner wird seiner auf Medaillen, Münzen, Briefmarken, Notgeldscheinen, Zinntellern, Bierdeckeln und Bocksbeuteln gedacht. In der Antarktis ist der Röntgen Peak nach ihm benannt.

### Museum und Gedenkstätten

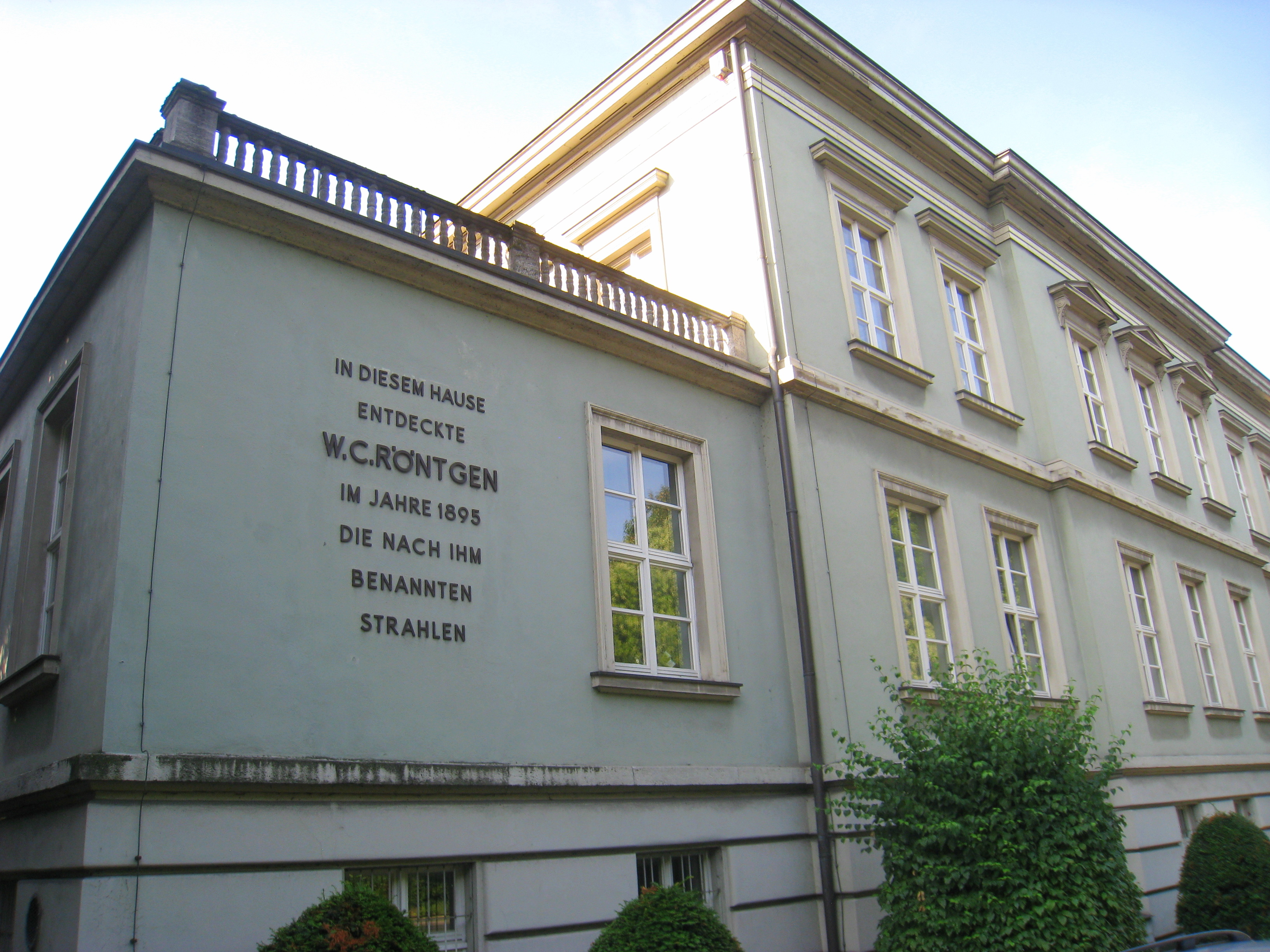
Röntgen-Gedächtnisstätte, Würzburg

In Lennep, wo Röntgen nach seinem Tod ein Denkmal erhielt, befindet sich seit 1930 auch das Deutsche Röntgen-Museum.
In Schrittweite vom Deutschen Röntgenmuseum steht heute noch das Geburtshaus von Wilhelm Conrad Röntgen. Es wurde im Jahr 2011 von der Deutschen Röntgengesellschaft erworben, um es fachgerecht zu sanieren und der Öffentlichkeit zugänglich zu machen.
Am Ort der Entdeckung der Röntgenstrahlen, im ehemaligen Physikalischen Institut der Universität Würzburg am Pleicher Ring (später Röntgenring) unweit des Juliusspital, wurde im Jahr 1985 die Röntgen-Gedächtnisstätte eingerichtet. Diese vermittelt einen Einblick in die experimentelle Physik des ausgehenden 19. Jahrhunderts und zeigt neben der Entdeckungsapparatur einen Kathodenstrahlversuch – der Basis der Entdeckung der Röntgenstrahlen war – ebenso wie einen Durchleuchtungsversuch mit X-Strahlen und den historischen Hörsaal Röntgens. Betrieben wird die Gedenkstätte vom Röntgen-Kuratorium Würzburg e. V.
Im Frühjahr 1905 wurde am Physikalischen Institut eine Gedenktafel mit der Aufschrift „In diesem Hause entdeckte W. C. Röntgen im Jahre 1895 die nach ihm benannten Strahlen“ angebracht. Veranlasst haben die Anbringung seine namhaften Kollegen Ludwig Boltzmann, Ferdinand Braun, Paul Drude, Hermann Ebert, Leo Graetz, Friedrich Kohlrausch, Hendrik Antoon Lorentz, Max Planck, Eduard Riecke, Emil Warburg, Wilhelm Wien, Otto Wiener und Ludwig Zehnder.
Am 27. Juli 1928 wurde eine von Georgii geschaffene Büste im Lichthof der Universität München enthüllt. Eine Büste Röntgens ist seit 1959 in der Walhalla bei Regensburg aufgestellt. Gedenktafeln wurden unter anderem am Röntgenweg in Pontresina um am Landhaus Röntgens in Weilheim angebracht.
Von 1898 bis 1942 stand ein von Reinhold Felderhoff geschaffenes Röntgendenkmal auf der Potsdamer Brücke in Berlin. 1962 wurde ein Röntgendenkmal in Gießen errichtet, das stilisierte Röntgenstrahlen darstellt. Weitere Röntgendenkmale befinden sich in Berlin und Remscheid-Lennep.
Zur frühen technischen Entwicklungsgeschichte der ersten Röntgenröhren und deren Beteiligung durch Röntgen selbst geben das Heimat- und Glasmuseum Stützerbach und das Glasmuseum Gehlberg Auskunft.

### Sonstiges
Vier Notgeldausgaben (20, 50, 100 und 200 Milliarden Mark) von Weilheim zeigen Röntgen.
Aus Anlass des 100-jährigen Jubiläums der Verleihung des Nobelpreises wird seit 2001 in Remscheid mit Unterstützung durch die Stadtverwaltung jährlich am letzten Oktober-Sonntag der Röntgenlauf veranstaltet, ein Marathonlauf in vielen Varianten und mit internationalem Echo, der rund um Remscheid führt.

## Schriften (Auswahl)

### Bücher
- Vragen op het anorganisch gedeelte van het scheikundig Leerboek van Dr. J. W. Gunning (Fragen zum organischen Teil des Lehrbuches der Chemie von Dr. J. W. Gunning)[71]. Schoonhoven Utrecht 1865
- Studien über Gase. Zürcher und Furrer, Zürich 1869, OCLC 26951624 (Inaugural-Dissertation, Eidgenössische polytechnische Schule Zürich 1869, 46 Seiten).
- Eine neue Art von Strahlen. 2. Auflage Stahel, Würzburg 1896, DNB 575871458 (aus: Sitzungsberichte der Würzburger physikalischen-medicin Gesellschaft 1895, erstmals unter dem Titel: Grundlegende Abhandlungen über die X-Strahlen, Digitalisat und Volltext im Deutschen Textarchiv).
- Grundlegende Abhandlungen über die X-Strahlen (= Klassische Arbeiten deutscher Physiker, Heft 1), J.A. Barth, Leipzig 1954, OCLC 6878433 (Originalgetreue Wiedergabe der Veröffentlichung in den Annalen der Physik und Chemie, N.F. Band 64, 1898); NA mit einem biographischen Essay von Walther Gerlach, herausgegeben von Fritz Krafft, Kindler, München 1972, ISBN 3-463-00507-7.

### Zeitschriftenbeiträge
- Über die Bestimmung des Verhältnisses der spezifischen Wärmen der Luft. In: Annalen der Physik und Chemie. 2. Folge, Band 141, S. 552–566, 1870; online
- Über ein Aneroidbarometer mit Spiegelablesung. In: Annalen der Physik und Chemie. 3. Folge, Band 4, S. 305–311, 1878; online
- Über die elektromagnetische Drehung der Polarisationsebene des Lichtes in den Gasen. In: Annalen der Physik und Chemie. 3. Folge, Band 8, S. 278–298, 1879 – mit August Kundt; online
- Über Töne, welche durch intermittierende Bestrahlung eines Gases entstehen. In: Annalen der Physik und Chemie. 3. Folge, Band 12, S. 155–159, 1881; online
- Über den Einfluss des Druckes auf die Viskosität der Flüssigkeiten, speziell des Wassers. In: Annalen der Physik und Chemie. 3. Folge, Band 22, S. 510, 1884
- Neue Versuche über die Absorption von Wärme durch Wasserdampf. In: Annalen der Physik und Chemie. 3. Folge, Band 23, S. 1–49 und 259–298, 1884; Teil 1, Teil 2
- Über die durch Bewegung eines im homogen elektrischen Felde befindlichen Dielektrikums hervorgerufene elektrodynamische Kraft. In: Mathematische und Naturwissenschaftliche Mitteilungen aus den Sitzungsberichten der Königlich Preußischen Akademie der Wissenschaften zu Berlin. Physikalisch-Mathematische Klasse, Band 7, S. 23–29, 1888
- Über die Dicke von kohärenten Ölschichten auf der Oberfläche des Wassers. In: Annalen der Physik und Chemie. 3. Folge, Band 41, S. 321–329, 1890
- Über die Konstitution des flüssigen Wassers. In: Annalen der Physik und Chemie. 3. Folge, Band 45, S. 91, 1892
- Ueber eine neue Art von Strahlen. (Vorläufige Mittheilung). In: Aus den Sitzungsberichten der Würzburger Physik.-medic. Gesellschaft Würzburg. Verlag der Stahel’schen k. Hof- u. Universitäts-Buch- u. Kunsthandlung, Würzburg (Dezember) 1895, S. 137–147; online – weitere Auflagen 1896.
- Ueber eine neue Art von Strahlen. (Fortsetzung.) In: Aus den Sitzungsberichten der Würzburger Physik.-medic. Gesellschaft Würzburg. (März) 1896, S. 11–17; auch im Sonderdruck: Eine neue Art von Strahlen. II. Mittheilung. ebenda Ende 1895 (Digitalisat und Volltext im Deutschen Textarchiv) (online).
- Weitere Beobachtungen über die Eigenschaften der X-Strahlen. In: Mathematische und Naturwissenschaftliche Mitteilungen aus den Sitzungsberichten der Königlich Preußischen Akademie der Wissenschaften zu Berlin. Physikalisch-Mathematische Klasse, S. 392–406, 1897 (Digitalisat und Volltext im Deutschen Textarchiv)
- Über die Elektrizitätsleitung in einigen Kristallen und über den Einfluss der Bestrahlung darauf. In: Annalen der Physik, 4. Folge, Band 41, S. 449–498, 1913 – mit Abram Fjodorowitsch Ioffe; online
- Pyro- und piezo-elektrische Untersuchungen. In: Annalen der Physik, 4. Folge, Band 45, S. 737–800, 1914; online
- Über die Elektrizitätsleitung in einigen Kristallen und über den Einfluss einer Bestrahlung darauf. In: Annalen der Physik, 4. Folge, Band 64, S. 1–195, 1921 – mit Abram Fjodorowitsch Ioffe; online